# Andy King
Andrew Philip "Andy" King (nascut el 29 d'octubre de 1988) és un futbolista professional gal·lès que juga com a migcampista per al Leicester City de la Premier League.